# 78 Diana
78 Diana este un asteroid din centura principală, descoperit pe 15 martie 1863, de Robert Luther.